# 胖樱蛤
胖樱蛤（学名：Pinguitellina pinguis），是帘蛤目樱蛤科胖樱蛤属的一种。主要分布于越南、中国大陆，常栖息在潮间带至潮下带30米。